# Hydromantes imperialis
Espèce
Synonymes
- Hydromantes genei imperialis Stefani, 1969 "1968"
- Hydromantes genei funereus Stefani, 1969 "1968"
- Speleomantes imperialis (Stefani, 1969)

Statut de conservation UICN

 NT  : Quasi menacé
Hydromantes imperialis est une espèce d'urodèles de la famille des Plethodontidae. Elle peut être appelée en français Spélerpès impérial.

## Répartition

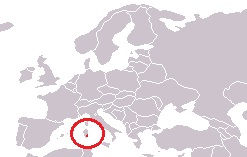

Cette espèce est endémique de Sardaigne en Italie. Elle se rencontre de 7 à 1 170 m d'altitude dans les provinces d'Oristano et de Nuoro.

## Publication originale
- Stefani, 1969 : La distribuzione geografica e l'evoluzione del geotritone sardo (Hydromantes genei Schleg.) e del geotritone continentale europeo (Hydromantes italicus Dunn.). Archivio Zoologico Italiano, vol. 53, p. 207-244.